# Doce de cupuaçu

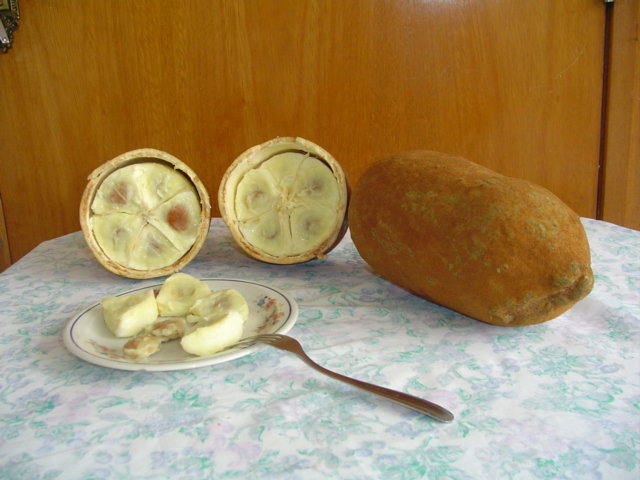
Cupuaçu

Doce de cupuaçu é um doce típico da culinária brasileira, especialmente da Região Norte do Brasil feito a base de polpa de cupuaçu e açúcar, podendo também ser adicionado leite.
Embora seja mais comum sua versão de consistência pastosa, também pode ser encontrado na forma cristalizada. Além do consumo direto como sobremesa, o doce serve também para rechear bolos e bombons, ou ser consumido com biscoitos e torradas, tal como uma geleia.